# Playa Flamenca
Playa Flamenca is de naam van een urbanisatie en zandstrand in de deelgemeente Orihuela-Costa binnen de gemeente Orihuela aan de Costa Blanca in de provincie Alicante in de Spaanse autonome regio Valencia. Playa Flamenca ligt ongeveer 7,5 km ten zuiden van de havenstad Torrevieja aan de Spaanse oostkust. In 2010 telde Playa Flamenca 3001 inwoners.)

## Toponymie
De urbanisatie Playa Flamenca kreeg zijn naam omdat de initiatiefnemers van bouwprojecten in de tachtiger jaren van de vorige eeuw uit Vlaanderen, België kwamen.
Playa Flamenca is onderverdeeld in twee gedeelten, namelijk Playa Flamenca I en Playa Flamenca II.

## Strand
Het gelijknamige witte zandstrand Playa Flamenca ligt in een reeks van zes stranden van deelgemeente Orihuela-Costa en grenst in het noorden aan het strand Punta Prima en in het zuiden aan het strand La Zenia. Het heeft een lengte van 150 meter en breedte van 16 meter. De twee zandstranden La Mosca en La Estaca vallen onder Playa Flamenca. Laatstgenoemd zandstrand La Estaca is onderscheiden met de Blauwe Vlag.

## Urbanisatie
Playa Flamenca grenst in het noorden aan het strand Punta Prima, Las Calas in het westen en La Zenia in het zuiden. In het oosten ligt Playa Flamenca aan de Middellandse Zee. De autoweg N-332 ligt evenwijdig aan de Spaanse oostkust en doorkruist Playa Flamenca. Aan de noordwestzijde ligt de autosnelweg AP-7.
Sinds 2007 heeft Playa Flamenca een nieuwe boulevard.

## Klimaat
Playa Flamenca kent een aangenaam zeeklimaat met een gemiddelde temperatuur van 20 °C en 300 zonnige dagen per jaar.

## Leefklimaat
Door de afwezigheid van zware industrie en aanwezigheid van de grote salinas (zoutmeren) in de omgeving, staat de lucht in de regio bekend als zeer schoon. Het gebied is daarom in trek bij ouderen en zieken met allerlei chronische gezondheidsklachten. Er wordt wel gezegd, dat de omgeving de gezondheid bevordert vanwege de relatief hoge concentraties jodium in de lucht door de aanwezigheid van de salinas. In de omgeving zijn veel klinieken voor hart-en vaatziekten, reuma en huidaandoeningen.

## Bezienswaardigheid
Ten noorden van Playa Flamenca liggen de Salinas van Torrevieja en La Mata. Dit is een beschermd natuurgebied, waar flamingo's in het wild te zien zijn.

## Evenementen
- Elke zaterdag is er een toeristenmarkt.

## Trivia
- Playa Flamenca wordt door de lokale inwoners vaak Klein Engeland genoemd, door de relatief grote groep vaste inwoners, die afkomstig is uit Groot-Brittannië.
- Playa Flamenca is erg populair als vakantie-plaats bij toeristen uit voornamelijk Duitsland en Groot-Brittannië.